# Молчанов, Александр Владимирович
Александр Владимирович Молчанов (род. 7 марта 1974 года, пос. Сямжа, Вологодская область, РСФСР, СССР) — российский писатель, драматург, сценарист.

## Биография
Окончил Вологодский государственный педагогический университет, факультет филологии, теории и истории изобразительного искусства. 
В 2008 году закончил Всероссийский государственный институт кинематографии имени С. А. Герасимова (отделение кинодраматургии, мастерская А. Э. Бородянского).
Работал в Вологде в областных газетах «Русский Север» и «Хронометр-Вологда». В 2001 году переехал в Москву. Работал главным редактором и шеф-редактором изданий «Метро», «Новый Крокодил», «Взгляд», «Частный корреспондент». 
Написал несколько пьес: «Убийца», «Stein», «Снежный городок», «Адреналин», «Нападающий (Репортаж)», а также монопьесу «Дневник шахида».
Пьеса «Убийца» поставлена более чем в тридцати театрах в России и Европе. Спектакль получил первую премию на фестивале современной драматургии New plays from Europe в Висбадене, Германия.
Рецензии на пьесу «Убийцы»:

— Роман Должанский «Долговая драма»;

— Мария Седых «Из первых рук»;

— Ольга Егошина «Иду красивый, двадцатидвухлетний!»;

— Кристина Матвиенко «Симфония внутренних монологов»;

— Ирина Алпатова «Быть или убить?»;

— Александр Соколянский, Глеб Лавров «Записки сумасшедшего», «Убийца»;

— Марина Шимадина «Новая искренность в камерном формате»;

— Андрей Пронин «Майские тезисы»;

— Юрий Кобец «Дюжинная «радуга»;

— Илья Абель «Бытовой оптимизм».
Организатор конкурса «Кино без плёнки». Участвовал в работе над телесериалами («Захватчики», «Кости», «Детективы», «Москва, центральный округ», «Час Волкова», «Побег», «Черчилль», «Салам, Масква» и др.) и анимационными фильмами («Золотые яйца»).
Создатель и руководитель краудфандингового проекта — первой российской онлайн-киношколы сценарного мастерства.
В браке с Ириной Голубовой.

## Фильмография
| Год  | Фильм                                      |
| ---- | ------------------------------------------ |
| 2004 | Кодекс чести (сериал, 2004 – 2014)         |
| 2006 | Детективы                                  |
| 2007 | Час Волкова (сериал, 2007)                 |
| 2009 | Захватчики (сериал, 2009)                  |
| 2009 | Черчилль (сериал, 2009)                    |
| 2010 | Москва. Центральный округ 3 (сериал, 2010) |
| 2012 | Побег                                      |
| 2012 | Петрович (сериал, 2012)                    |
| 2013 | Земляк (мини-сериал, 2013)                 |
| 2014 | Кости                                      |
| 2015 | Москва. Центральный округ 4 (сериал, 2015) |

## Книги
- Ленивая скотина. Мотиватор по-русски. –  Издательство: Весь, 2020 г. ISBN 978-5-9573-3231-2
- Волшебный пендель –  Издательство: Весь, 2018 г. ISBN 978-5-9573-3370-8
- Сценарий киносериала: Книга-тренинг. – М.: Эксмо, 2017. ISBN 978-5-699-83356-6
- Букварь сценариста. – М.: Эксмо, 2016, ISBN 978-5-699-75107-5.
- Сценарист № 1. – М.: Эксмо, 2015, ISBN 978-5-699-80787-1.
- Убийца. Пьесы.  – М.: Издательские решения, 2015, ISBN 978-5-4474-0472-7.
- Ангар № 4. Пилоты телесериалов. - М.: Издательские решения, 2014, ISBN 978-5-4474-0475-8.
- Письма бунтующего сценариста. Заметки о сценарном мастерстве. - М.: Издательские решения, 2015, ISBN 978-5-4474-0555-7.
- Как написать сценарий успешного сериала. - М.: Издательские решения, 2015, ISBN 978-5-4474-1140-4.
- Дип. - М.: Издательские решения, 2015, ISBN 978-5-4474-1627-0.
- Газетчик. - М.: Издательские решения, 2015, ISBN 978-5-4474-3597-4.
- Писатель и деньги. - М.: Издательские решения, 2015, ISBN 978-5-4474-1614-0.
- Самодисциплина для писателей и сценаристов. М.: Издательские решения, 2016, ISBN 978-5-4474-7064-7.
- Сценарист. Альманах, выпуск 4. - М.: Издательские решения, 2016, ISBN 978-5-4474-7421-8.
- Ставка на джокера. - М. ЭКСМО-пресс, 1999 (под псевдонимом Александр Кузнецов).
- Тень счастливчика. - М. ЭКСМО-пресс, 1999 (под псевдонимом Александр Кузнецов).